# Faidh El Botma
Faidh El Botma (în arabă فيض البطمة) este o comună din provincia Djelfa, Algeria.
Populația comunei este de 32.501 locuitori (2008).